# Krzyż (gromada w powiecie trzcianeckim)
Krzyż – dawna gromada, czyli najmniejsza jednostka podziału terytorialnego Polskiej Rzeczypospolitej Ludowej w latach 1954–1972.
Gromady, z gromadzkimi radami narodowymi (GRN) jako organami władzy najniższego stopnia na wsi, funkcjonowały od reformy reorganizującej administrację wiejską przeprowadzonej jesienią 1954 do momentu ich zniesienia z dniem 1 stycznia 1973, tym samym wypierając organizację gminną w latach 1954–1972.
Gromadę Koło z siedzibą GRN w mieście Krzyżu (nie wchodzącym w skład gromady) utworzono 1 stycznia 1958  w powiecie pilskim w woj. poznańskim z obszarów zniesionych gromad Huta Szklana i Łokacz Mały. Dla gromady ustalono 21 członków gromadzkiej rady narodowej.
1 stycznia 1959 powiat pilski przemianowano na trzcianecki.
W 1965 gromada miała 21 członków GRN.
1 stycznia 1970 część wsi Łokacz Wielki (59,03 ha) z gromady Krzyż włączono do miasta Krzyż.
31 grudnia 1971 do gromady Krzyż włączono miejscowości Kuźnica Żelichowska, Przysieki i Żelichowo ze zniesionej gromady Kuźnica Żelichowska w tymże powiecie.
Gromada przetrwała do końca 1972 roku, czyli do kolejnej reformy gminnej. 1 stycznia 1973 – tym razem w powiecie trzcianeckim – reaktywowano zniesioną w 1954 roku gminę Krzyż (od 1992 gmina Krzyż Wielkopolski; od 1999 w powiecie czarnkowsko-trzcianeckim w woj. wielkopolskim).